# Roquedur
Roquedur är en kommun i departementet Gard i regionen Occitanien i södra Frankrike. Kommunen ligger i kantonen Sumène som tillhör arrondissementet Le Vigan. År 2022 hade Roquedur 265 invånare.

## Befolkningsutveckling
Antalet invånare i kommunen Roquedur
Referens:INSEE